# Щрасбург
Вижте пояснителната страница за други значения на Щрасбург.
Щрасбург (на немски: Straßburg) е град в Южна Австрия. Разположен е около река Гурк в окръг Санкт Файт ан дер Глан на провинция Каринтия. Надморска височина 642 m. Отстои на около 30 km на север от провинциалния център град Клагенфурт. Има жп гара. Население 2191 жители към 1 април 2009 г.